# André Bellessort

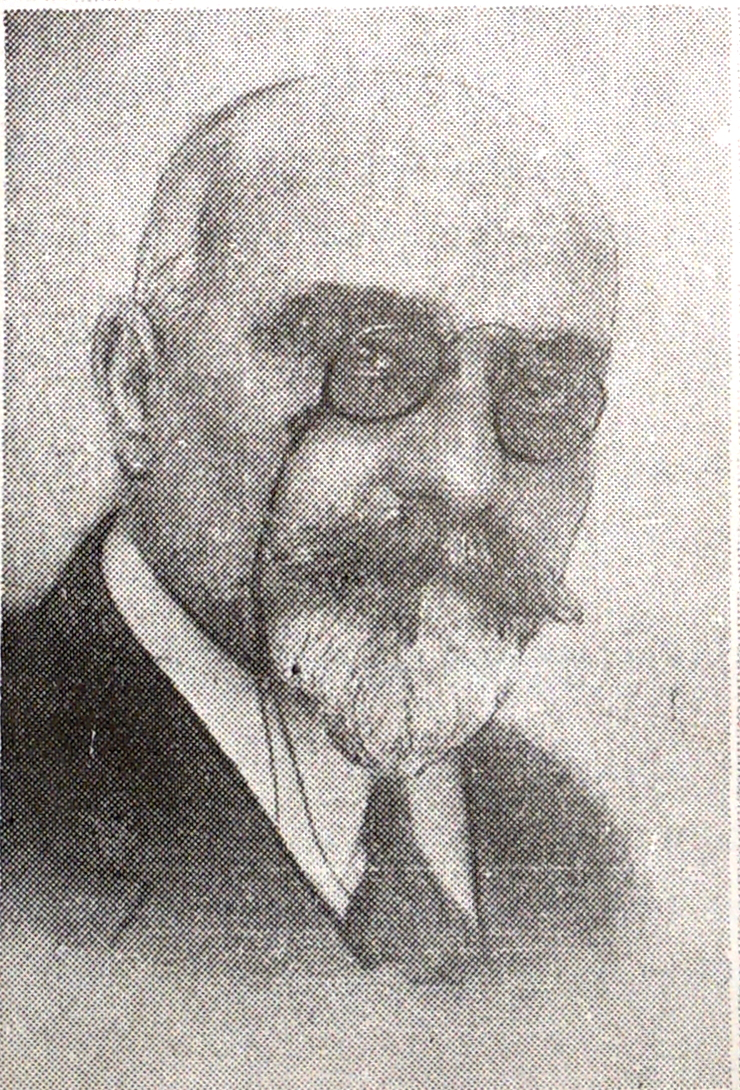
André Bellessort

André Bellessort (* 19. März 1866 in Laval, Département Mayenne; † 22. Januar 1942 in Paris) war ein französischer Reiseschriftsteller und Literarhistoriker.

## Leben und Werk
Bellessort bestand 1889 die Agrégation und wurde Gymnasiallehrer in Nizza, Bordeaux, Poitiers, Le Mans und Lyon. Er bereiste ab 1894 für die Zeitung Le Temps Südamerika und Mitteleuropa, dann für die Revue des Deux Mondes Ostasien. Um die Jahrhundertwende war er Mitglied der Ligue de la patrie française, die sich als antidreyfusardische Bewegung gegründet hatte. 1914 setzte er den Schuldienst fort, im Lycée Janson-de-Sailly  und im Lycée Louis-le-Grand, wo Daniel-Rops und Robert Brasillach zu seinen Schülern zählten. Ab 1926 war er Sekretär der Revue des Deux Mondes. Ab 1932 schrieb er als Literaturkritiker für das antisemitische Hetzblatt Je suis partout. 1935 wurde er als Nachfolger von Henri Bremond in die Académie française (Sitz Nr. 36) gewählt und wurde 1940 ihr Secrétaire perpétuel.
Bellessort publizierte vor allem Reiseberichte und Literaturkritik. Er übersetzte literarische Prosa aus dem Schwedischen, Norwegischen, Deutschen und Rumänischen.

## Werke